# Sergei Duwanow
Sergei Duwanow (* 1953) ist ein kasachischer Journalist.
Im Jahr 2001 untersuchte das US-Justizministerium einen mutmaßlichen Verstoß gegen den Foreign Corrupt Practices Act, ein US-Bundesgesetz, das Zahlungen an ausländische Amtsträger, die etwa den Zweck haben, den Zuschlag für ein Geschäft zu bekommen, unter Strafe stellt. Der amerikanische Geschäftsmann James Giffen wurde in dem Fall beschuldigt, umfangreiche Zahlungen an den kasachischen Präsidenten Nursultan Nasarbajew und den damaligen Premierminister Nurlan Balgimbaew geleistet zu haben, um westlichen Firmen Ölkonzessionen in Kasachstan zu sichern. Der Fall wurde als „Kazakhgate“ bekannt.
Sergei Duwanow schrieb über den Fall und behauptete, Nasarbajew und andere kasachische Politiker verfügten über illegale Bankkonten in der Schweiz, auf denen sich mehrere Millionen US-Dollar befänden. Im Oktober 2002 wurde Duwanow auf seiner Datscha bei Almaty verhaftet. Ihm wurde vorgeworfen, ein 14-jähriges Mädchen vergewaltigt zu haben. Die Verhaftung erfolgte einen Tag vor einer geplanten Reise in die USA, wo Duwanow über die Menschenrechtssituation in Kasachstan hätte sprechen sollen. Im Januar 2003 wurde er für schuldig befunden und zu einer Gefängnisstrafe von dreieinhalb Jahren verurteilt. Ab dem 15. Januar 2004 befand sich Duwanow im offenen Vollzug, er konnte zur Arbeit gehen und zu Hause wohnen. Es war ihm jedoch nicht erlaubt, öffentliche Plätze aufzusuchen – eine Sanktion, die im Widerspruch zur kasachischen Gesetzgebung steht. Duwanow beteuerte seine Unschuld. Die kasachische Opposition geht davon aus, dass die Anklage gegen Duwanow von der Staatsführung aus politischen Motiven konstruiert wurde.
Im Oktober 2003 wurde Duwanow für seine Verdienste von der Generaldirektion Internationale Zusammenarbeit und Entwicklung der Europäischen Kommission mit dem Lorenzo-Natali-Medienpreis ausgezeichnet.